# Economia na religião
A economia da religião diz respeito tanto à aplicação de técnicas econômicas no estudo da religião quanto à relação entre comportamentos econômicos e religiosos. A relação entre religião e comportamento econômico foi identificada pela primeira vez por Max Weber, que atribuiu o advento moderno do capitalismo à reforma protestante. O Adam Smith lançou as bases para a análise econômica da religião em A riqueza das nações, afirmando que as organizações religiosas estão sujeitas a forças de mercado, incentivos e problemas de concorrência como qualquer outro setor da economia. Trabalho empírico examina a influência causal da religião na microeconomia para explicar o comportamento individual e nos determinantes macroeconômicos do crescimento econômico.
A economia religiosa (ou teológica) é um assunto relacionado, por vezes, que se sobrepõe ou se confunde com a economia da religião.

## Religião e crescimento
Estudos sugerem que existe um canal de comportamentos religiosos para resultados macroeconômicos de crescimento econômico, taxas de criminalidade e desenvolvimento institucional.
Os estudiosos supõem que a religião afeta os resultados econômicos por meio de doutrinas religiosas que promovem economia, ética no trabalho, honestidade e confiança.

### Críticas

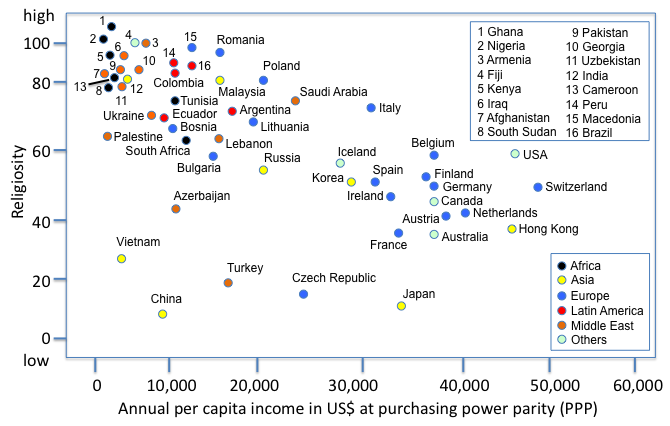
Tabela de plotagem da relação entre fé e renda média.

A correlação entre religião e resultados econômicos pode ser interpretada de duas maneiras: (1) uma característica intrínseca à religião que afeta o crescimento ou (2) uma característica correlacionada à religião, mas não a própria religião que afeta o crescimento. A literatura internacional existente é criticada pela incapacidade de distinguir entre as duas explicações, um problema denominado viés de endogenidade. Controlar os efeitos fixos do país atenua o viés, mas estudos mais recentes utilizam experimentos de campo e naturais para identificar o efeito causal da religião.

## Religião e comportamento individual
A pesquisa destaca a importância da ortodoxia religiosa nos comportamentos morais e nas versões da Regra de Ouro "Faça aos outros o que você gostaria que outros fizessem a você" abrangem a maioria das principais religiões. Outros argumentam que promove cooperação e confiança em grupos ou clubes culturalmente definidos. Os estudos comparam os efeitos complementares de valores religiosos, como caridade, perdão, honestidade e tolerância e grupos sociais religiosos, em que a associação incita o favoritismo ou a discriminação em relação aos membros ou grupos externos.

### Crença
O canal de crença dos comportamentos religiosos diz respeito a um esforço dispendioso relacionado à reputação divina. Azzi e Ehrenberg (1975) propõem que os indivíduos aloquem tempo e dinheiro a instituições seculares e religiosas para maximizar a utilidade nesta vida e na vida após a morte. a colonização de mentes religiosas pelos comportamentos sobrenaturais ou "grandes deuses" moralmente preocupados, derivados da instrução moral.

### Pertencimento
Como Iannaconne (1998) argumenta "o comportamento religioso é tudo menos uma questão individual". A abordagem pertencente à religião considera a noção social de entre e dentro de grupos religiosos. Iannaconne (1998) atribui a religião como um "bem de clube" de uma perspectiva de escolha racional, onde rituais caros excluem os participantes livres dos benefícios do grupo. Os experimentos de campo também evidenciam que as pessoas religiosas são mais confiantes e cooperam com seus companheiros religiosos. Muitos estudos experimentais sugerem que pertencer ao grupo tem uma influência maior no comportamento do que na ortodoxia da crença. Como argumenta Darwin (1874), entre outros, a promoção de comportamentos cooperativos em grupo não é exclusiva das redes religiosas.

## Economia religiosa experimental
Métodos experimentais podem ser aplicados para isolar o efeito da religião nos padrões de comportamento e para distinguir entre crer e pertencer a canais. Métodos experimentais são úteis na economia da religião para padronizar medições e identificar efeitos causais. Os métodos incluem analisar a religião em vários jogos - dilema do prisioneiro, jogo de bens públicos, jogo de ultimato, jogo de ditador e escolha paramétrica. Geralmente, como a pesquisa de Hoffman (2011), poucos resultados estatisticamente significativos foram identificados, que os comentaristas atribuem à oposição de efeitos positivos versus negativos entre e dentro dos indivíduos.